# Ctenus walckenaeri
Ctenus walckenaeri är en spindelart som beskrevs av Griffith 1833. Ctenus walckenaeri ingår i släktet Ctenus och familjen Ctenidae. Inga underarter finns listade i Catalogue of Life.